# Гибсън Корпорейшън
Гибсън Корпорейшън (на английски: Gibson Guitar Corporation) е американска фирма, специализирана в производството на акустични и електрически китари и други струнни музикални инструменти.
Компанията е основана през 1902 г. от Орвил Гибсън. Централният офис е базиран в град Нашвил, щат Тенеси. Освен под собственото си име фирмата произвежда китари и с марките: „Епифон“, „Крамър“, „Вали Артс“, „Тобиас“, „Стейнбъргър“ и „Каламазо“. В добавка към китарите компанията разширява обхвата на производството и с клавишни инструменти под марката „Болдуин пиано къмпани“, барабани под марката „Слингърланд“, както и най-различни аксесоари за музикалната индустрия.
Всички китари с марката „Гибсън“ са произведени в САЩ.

## История
В края на 1890-те години Орвил Гибсън произвежда мандолини в град Каламазо, щат Мичиган. Той създава характерен тип сводести китари с кухо тяло, заимствайки формата и повърхностната третировка на виолите. Продава инструментите, които прави в 1-стайно ателие в Каламазо. През 1902 г. е създадена компанията „Gibson Mandolin-Guitar Mfg. Co Ltd.“. Първоначално, фирмата произвежда само инструментите проектирани от самия Гибсън. След смъртта му през 1918 г., бидейки наясно с променящите се тенденции, компанията наема дизайнера Лойд Лоар за да създаде нова линия в продукцията.
През 1920-те години фирмата „Гибсън“ е отговорна за множеството иновации при проектирането на китари и мандолини. През 1922 г. е представен моделът мандолина „F5“, който по-късно ще се превърне в прославената блуграс мандолина. През това десетилетие компанията става водещ производител на засводени акустични китари, като в центъра на продукцията им е култовият модел „L-5“ по дизайн на Лоар, който напуска фирмата през 1924 г.
През 1930-те години в „Гибсън Корпорейшън“ започват проучвания относно концепцията за електрическа китара. През 1936 г. фирмата представя първия си електрически модел с кухо тяло ES-150. Така се дава начало на производствената серия „ES“ – абревиатура от „Electric Spanish“. Въпреки че и други производители от тези години изработват електрически модели, китарите Гибсън са признати като първите успешни продукти от този вид. Компанията изготвя елекрически модели и на другите си продукти – мандолина и банджо.
По време на Втората световна война бизнесът с музикални инструменти почити изцяло замира поради недостига на материали за производството им. Вместо това „Гибсън“ започва производство на различни продукти изработени от дърво за нуждите на армията. През 1944 г. компанията е купена от фирмата „Chicago Musical Instruments“, които поемат контрола над маркетинга и продажбите на марката „Гибсън“, запазвайки до голяма степен независимостта на фабриката произвеждаща под марката „Каламазо“.
През 1949 г. е представен модела „ES-175“, който е в производство и до днес, въпреки претърпените различни вариации през годините.

### „Гибсън“ и Тед Маккарти
През 1948 г. фирмата наема ветерана от музикалната индустрия Тед Маккарти. През 1950 г. е издигнат на поста президент на компанията. През времето на неговото управление (1950 – 1966) „Гибсън“ значително разширяват и разнообразяват продуктовата си линия.
Първата забележителна поява е моделът „Лес Пол“ (Les Paul), превърнал се в най-популярния продукт на фирмата и въобще един от най-популярните модели електрически китари по света до наши дни. Маккарти е наясно с големия търговски успех на модела „Фендер Телекастер“, пуснат от конкурентната компания „Фендер“. За да отговори на предизвикателството, през 1950 г. компанията „Гибсън“ решава да разработи китара с плътно (солидно) тяло в унисон със собствената ѝ философия за дизайн на продукта налагана в продължение на половин век. Проектирана от китариста Лес Пол, първата китара с плътно тяло под марката „Гибсън“ е представена през 1952 г. Моделът е кръстен на автора си „Лес Пол“ и се предлага в няколко версии – „Стандарт“, „Спешъл“, „Поръчков“ и „Джуниър“.
Втората важна поява през 1950-те години са т.нар. „Тинлайн“ (изтънени) серии, които са разработени поради резервите, които китаристите имат към обемистото тяло на акустичните електрически китари. Първият от тази линия е моделът „Гибсън Бърдланд“ (1955), който в началото представлява китара от серията „L-5“ с поръчково изтънено тяло. По-късно е скъсена дължината на грифа и след като всичко това се харесва от изпълнителите, „Бърдланд“ се превръща в постоянно произвеждан каталожен модел. През 1958 г. е представен моделът „ES-335“, превърнал се в поредния култов продукт на компанията. При него изтъненото кухо тяло на предходните инструменти от линията е уплътнено в централната част, превръщайки се в полуакустично. Този модел ще бъде сред основните инструменти използвани от легендарния блусар Б.Б.Кинг. Десетилетия по-късно ще бъде представена умалена версия на „ES-335“, наречена „Гибсън CS-336“, също с полуакустично тяло но изработено от единично парче дърво.
В края на 1950-те години президентът Маккарти е наясно, че фирмата, която оглавява, се възприема от хората като консервативна компания, която произвежда инструменти с традиционна класическа форма. Той решава да промени този образ. През 1958 г. „Гибсън“ представят на пазара 2 напълно нови, ексцентрично оформени модела – „Експлорър“ и „Флайинг V“. Пръвоначално продажбите на новите продукти не вървят особено добре. Чак в края на 1960-те и през 1970-те години двата модела започват да се радват на популярност. Междувременно в началото на 1960-те години е пуснат и друг модернистично изглеждащ модел – „Файърбърд“.
През 1961 г. се появява напълно новият модел „Гибсън SG“ с плътно тяло (абревиатура на „solid guitar“), който се прославя по света в ръцете на китаристи като Ангъс Йънг и Тони Айоми.

## Модели

### Електрически китари

#### С кухо и полукухо тяло
- Бърдланд (Byrdland)
- Сайтейшън (Citation)
- Гибсън CS – серия:
  - CS-336, CS-356
- ES Серия:
  - ES-5, ES-120, ES-125, ES-135, ES-137, ES-140, ES-140Т, ES-150, ES-165, ES-175, ES-225, ES-295, ES-325, ES-333, ES-335, ES-339, ES-340, ES-345, ES-347, ES-350, ES-350Т, ES-355
- L Серия:
  - L-4, L-5
- Super 400

#### Със солидно тяло
- 335-S
- Alpha Q-2000/Q-3000
- Les Paul BFG
- Blueshawk
- Corvus
- Digital
- Dark Fire
- EDS-1275
- Explorer (известна и като „X-plorer“)
- Firebird
- Flying V Серия
  - V-Factor X, V-Factor Faded, Gothic Flying V, Flying V Limited Edition, Reverse Flying V
- Futura
- GK-55
- Invader
- L-5S
- L-6S
- Les Paul Серия:
  - Les Paul 23, Les Paul 432, Les Paul Baritone, Les Paul Classic, Les Paul Custom, Les Paul Junior, Les Paul Doublecut, Les Paul Recording, Les Paul Studio, The Paul, The Paul Deluxe, The Paul Deluxe Firebrand, The Paul II, The Paul SL
- Little Lucille
- Marauder
- Melody Maker
- Moderne
- Nighthawk
- RD
- Robot Guitar
- S-1
- SG:
  - Special, Supreme, Junior
- Sonex
- Spirit
- MIII
- US-1
- Vegas
- Gibson Victory:
  - Victory MV 2, Victory MV X